# Baki Muhammad
Baki Muhammad Khan fou el primer kan de la dinastia djànida o astrakhànida de Bukharà. El seu ancestre era Kuchuk Muhammad de l'Horda d'Or que va tenir dos fills, Ahmed Khan i Chuvak Sultan; aquest segon fou el pare de Mangishlak, el qual va tenir un fill de nom Muhammad Sultan (conegut com a Yar Muhammad Sultan). Aquest vivia a Astracan però al cap de poc de la conquesta de la ciutat pels russos va emigrar cap al país uzbek on el kan Iskandar li va donar la mà de la seva filla Zehra Khanum pel seu fill Djani Beg (Jani Sultan, també esmentat com Jan, Janibeg, Janibek i altres variacions) probablement el 1567. El 1598 Baki Muhammad ja era un guerrer notable adobat en enfrontaments amb els kazakhs.
Baki Muhammad hauria participat en la revolta del seu germà Din Muhammad al Khurasan; a la mort d'Abd al-Mumin ibn Abd Al·lah, el seu germà Din va ser proclamat kan a Herat, però va establir com a nominal kan el seu avi Yar Muhammad, i com a hereu d'aquest el seu pare, Djani Beg. Din Muhammad no fou reconegut inicialment a Merv, on es va proclamar Kasim Sultan, que és esmentat com a parent d'Abd Al·là sense establir quina mena de parentiu, però al cap de poc fou enderrocat i executat per Wali Muhammad, germà petit de Din Muhammad, que va agafar el govern de la ciutat nominalment en nom de Yar Muhammad. Els perses van entrar al Khurasan a l'estiu del 1598, van derrotar Din Muhammad prop de Pul-i Sar (Sar-i Pul?) a l'est d'Herat, batalla en la qual se suposa que van morir Djani Beg i Yar Muhammad; Din Muhammad va haver de fugir, ferit, cap a territori dels turcmens; es va refugiar amb els nòmades Karai a la regió d'Andkhuy però fou reconegut per les seves robes reials i assassinat. Mentre els perses van entrar a Sabzawar i Mashad i finalment a Herat.
Al mateix temps la notícia de la mort d'Abd al-Mumin era coneguda a l'estepa kazakh i Tevkel Khan va aprofitar, reunint un fort exèrcit amb el que va marxar cap a Transoxiana atacant les principals ciutats, Aksi, Andijan, Taixkent, Samarcanda i tot el territori fins a Miankal, que se li van sotmetre. Va deixar al seu germà Ishim Khan amb 20.000 homes a Samarcanda i va avançar amb 70.000 o 80.000 cap a Bukharà, defensada per una guarnició de 15.000 homes manats per Pir Muhammed Khan II, proclamat kan uzbek en aquesta ciutat; aquest príncep va fer algunes sortides per les diverses portes de la ciutat, i la lluita va durar 11 dies; al dia dotzè tota la guarnició va sortir i es va lliurar una batalla que va durar des de l'albada fins al capvespre, en la que els kazakhs foren derrotats i la major part dispersats. Tevkel va haver d'aixecar el setge; va deixar bon nombre de focs al campament per enganyar a l'enemic i es va retirar de nit. Mentre la notícia de la derrota havia arribat a Samarcanda on el governador Ishim va enviar un missatge al seu germà: "Deus estar molt avergonyit que el teu nombrós exèrcit hagi estat derrotat per un grapat de bukharians; si apareixes per aquí és probable que el poble de Samarcanda no et vulgui rebre. Retorna allí com a kan i jo m'hi reuniré amb les meves tropes". Tevkel així ho va fer i va iniciar el retorn cap a Bukharà però Pir Muhammad havia rebut el suport de la gent de la regió que es van enllistar al seu exèrcit amb la moral de la victòria, i va sortir de Bukharà en persecució de Tevkel. Els dos bàndols es van trobar a Uzun Sukal a Miankal. Durant un mes es van produir escaramusses entre els dos grups però finalment Tevkel va perdre la paciència i va ordenar un atac general; poc abans de la batalla, Baki Muhammad, el germà de Din Muhammad, havia portat la notícia de la severa derrota davant els perses a Pul-i Sar i anunciat la mort del seu germà. La lluita fou ferotge; Said Muhammad Sultan, un parent de Pir Muhammad, i Muhammad Baki Atalik van morir a la lluita; però a l'altre costat Tevkel va quedar ferit; la batalla no es va decantar per cap dels dos costats. Tevkel va tornar a Taixkent on va morir de les ferides el mateix 1598. Mentre Pir Muhammad II concedia a Baki Muhammad el govern de Samarcanda i ell mateix retornava a Bukharà i poc després, amb la mediació del cap religiós i tribal de Nakshbendief, va fer la pau amb els kazakhs.
Baki fou rebut amb gran joia pel poble de Samarcanda. No va tardar a enfrontar-se a Pir Muhammad II i a ambicionar el tron, sent els seus principals suports els seus oncles Rakhman Kuli i Abbas Kuli, i el seu germà Tursun Muhammad Sultan. Van envair Miankal i van capturar Dabuli fent presoner i matant al governador Muhammad Sherif Sultan, parent del Khan. Pir Muhammad va cridar en ajut al seu vassall Abd al-Amin de Balkh. Els dos aliats es van dirigir a Samarcanda amb un exèrcit de 40.000 homes i la van assetjar, però Pir Muhammad va morir a la lluita. Llavors Baki Muhammad va entrar a Bukharà sense oposició i es va proclamar kan obrint allí una nova dinastia anomenada djànida o astrakhànida.
Baki Muhammad va decidir marxar de seguida contra Balkh. Abd al-Amin, el kan de Balkh, havia pogut tornar i al seu retorn es va trobar amb un aliat: Sultan Muhammad Ibrahim, fill de Tursun Muhammad Sultan (germà de Baki Muhammad) que havia residit per un temps a la cort safàvida i venia en el seu ajut amb tropes perses. Van arribar a l'acord de repartir-se Transoxiana però quan Muhammad Ibrahim va entrar a Balkh, va deposar Abd al-Amin i el va fer executar. La seva mare, vídua d'Ubayd Allah, fou enviada a la Meca. Ibrahim pertanyia a la secta dels rifazis. Poc temps després de la seva pujada al poder van aparèixer diversos notables penjats als principals carrers de la ciutat i aquestes morts es van atribuir a Ibrahim. Llavors el poble de Balkh es va revoltar i va proclamar un altre kan, Sultan Ubayd Allah, que va iniciar la lluita contra Ibrahim. Baki estava llavors assetjant Hissar i va enviar al segu germà Wali Sultan contra Balkh. Ubayd Allah el va anar a enfrontar amb les seves forces però fou derrotat i les tropes dispersades, i no torna a ser esmentat; els seus principals vassalls, Sultan Yehanghir Mirza, fill de Seyid Muhammad Sultam de Shaburghan, i Muhammad Selim Sultan, fill de Pir Muhammad II, d'Andkhoy o Andkhud, van fugir a Pèrsia i Baki va entrar a Balkh en triomf, sent la regió unida a Bukharà. Els fugitius es van emportar el gran diamant tret per Abd al-Mumin ibn Abd Al·lah de la tomba de l'imam Reza de Mashad, que fou retornat al seu lloc.
El 1602 Baki Muhammad va atacar els nòmades karait de la regió de Kunduz, que havien matat al seu germà i ara eren vassalls dels perses, i els va massacrar sense pietat. Molts es van suïcidar a la fortalesa de Kunduz. Les muralles foren minades i es van fer explotar matant part de la guarnició i llavors Kunduz va poder ser assaltada i presa; no es van fer presoners. Abbas I el Gran va marxar contra els uzbeks que havien envaït territoris sota la seva sobirania; va ocupar Shaburghan i Andkhoy, i va buidar el país a sang i foc fins a Biluk Akchi, devastant la part del Khurasan reclamada pels uzbeks. Quan l'exèrcit persa s'acostava a la tomba de Baber Abdul, prop de Balkh, es va declarar una epidèmia a les seves files; malalts, foren atacats pels uzbeks i derrotats severament i Abbas mateix es va escapar per poc amb uns pocs milers dels seus; els perses van donar la culpa de la derrota també al calor i la set.
Encara el 1602 el nebot de Baki, Badi al-Zaman, es va revoltar i es va retirar cap al Karategin, però la seva principal fortalesa, Mesdia, fou conquerida i ell mateix executat. La revolta va anar seguida de la del governador de Badakhxan, Muhammad Zaman, el pare del qual havia executat a Badi al-Zaman, però la revolta fou reprimida.
Des de 1603 es va dedicar més als afers de govern. Es va posar malalt el 1605 i el santó Shaykh Alim Azizan considerat un curador miraculós, fou requerit per curar-lo i va recomanar les brises de l'Oxus. Els kazakhs haurien conegut la seva malaltia i haurien fet una ràtzia al seu territori.
Baki fou portat al Oxus amb llitera i després a un vaixell on durant dies va poder respirar els aires del riu, però no es va curar i Baki va morir pocs dies després (desembre de 1605). Va encunyar monedes on es titulava Baki Muhammad Bahadur Khan. El va succeir el seu germà Wali Muhammad Khan, que era el seu delegat a Balkh.